# Замок Мингарри
Замок Мингарри (англ. Mingary Castle; шотл. Caisteal Mhìogharraidh) — средневековый шотландский замок, который расположен в 1.6 км к юго-востоку от маленькой деревни Килхоан в Лохабере, Шотландия. Расположенный на обрыве скалы с видом на море, он считался стратегически важным местом в плане связи с заморскими районами и в качестве контроля пролива Малл. Замок Мингарри имеет шестиугольную форму, со стороны моря стена крепости толще, чем другие. Остатки замка защищены категорией «A listed building», и «Scheduled monument (рус. Охраняемый памятник) — памятник архитектуры, охраняемый в Великобритании».

## История

Чертёжный план замка Мингарри

Замок Мингарри был первоначально построен в XIII веке (но некоторые пристройки были построены ближе к XVII веку) либо кланом Макдугал, либо кланом Макдональд из Арднамирхана. Король Джеймс IV из Шотландии использовал крепость, как оплот для борьбы с кланом Дональд в конце XV века.
В 1515 году замок был осаждён кланом Макдональд из Лохалша, а потом ещё раз через два года, когда они наконец-то смогли захватить замок. В 1588 году лидер клана Маклейн проживал в крепости, после захвата лидера клана Макдональд из Арднамурхана. В 1588 году один из кораблей испанской армады, названный Сан-Хуан-де-Сицилия, приплыл к проливу Малл, и лидер клана Маклейн использовал войска с корабля для борьбы против клана Макдональд из Кланраналда и против клана Макдональд из Арднамирхана. Прежде чем корабль уплыл обратно, войска три дня осаждали замок, но безуспешно.
В 2006 году команда телевизионной программы Wreck Detectives телеканала Channel 4 отправилась на поиски кораблекрушения в пролив Малл, прямо под замком. Вскоре крушение было обнаружено. Дата (кораблекрушения)  — 1644 год.
Исследование 2013 года показало, что основная стена замка со стороны моря находится в опасности и вскоре может обвалиться. Вся работа над реконструкцией ведётся под руководством Mingary Castle Preservation и Restoration Trust.